# Foville
Foville là một xã trong vùng Grand Est, thuộc tỉnh Moselle, quận Metz-Campagne, tổng Verny. Tọa độ địa lý của xã là 48° 54' vĩ độ bắc, 06° 19' kinh độ đông. Foville nằm trên độ cao trung bình là 260 mét trên mực nước biển, có điểm thấp nhất là 214 mét và điểm cao nhất là 357 mét. Xã có diện tích 3,45 km², dân số vào thời điểm 2005 là 84 người; mật độ dân số là 24,7 người/km². Xã nằm về phía đông nam của Metz.

## Thông tin nhân khẩu
| 1962 | 1968 | 1975 | 1982 | 1990 | 1999 |
| ---- | ---- | ---- | ---- | ---- | ---- |
| 39   | 66   | 78   | 68   | 75   | 78   |